# Sece (stacja kolejowa)
Sece (ros. Сеце) – stacja kolejowa w miejscowości Purviņi, w gminie Aizkraukle, na Łotwie. Położona jest na linii Jełgawa - Krustpils.
Nazwa pochodzi od pobliskiej miejscowości Sece.